# 黄昳扬
黄昳扬（1973年1月—），男，中华人民共和国外交官，现任中华人民共和国驻法兰克福总领事。

## 生平
黄昳扬曾任驻欧盟使团参赞、政治处主任和外交部国际经济司参赞。2018年，任外交部国际经济司副司长。2023年7月，出任中华人民共和国驻法兰克福总领事。